# Wren (Ohio)
Wren é uma vila localizada no estado norte-americano de Ohio, no Condado de Van Wert.

## Demografia
Segundo o censo norte-americano de 2000, a sua população era de 199 habitantes.
Em 2006, foi estimada uma população de 189, um decréscimo de 10 (-5.0%).

## Geografia
De acordo com o United States Census Bureau tem uma área de
0,8 km², dos quais 0,8 km² cobertos por terra e 0,0 km² cobertos por água. Wren localiza-se a aproximadamente 247 m acima do nível do mar.

## Localidades na vizinhança
O diagrama seguinte representa as localidades num raio de 16 km ao redor de Wren.